# Camélia Jordana
Camélia Jordana Aliouane (n. 15 de septiembre de 1992) es una cantante y actriz francesa. Saltó a la fama después de participar en el programa de televisión Nouvelle Star en 2009, la versión francesa de Pop Idol, donde quedó en tercer lugar. Su primer álbum, Camélia Jordana, salió en 2010, seguido por Dans la peau en 2014 y Lost en 2019. Este mismo año, recibe un premio en los Victoires de la musique para Lost, en la categoría música del mundo.
Además ha aparecido en varias películas y ha grabado varios álbumes musicales. En 2018, recibió el César a la mejor actriz revelación para su actuación en Le Brio.

## Discografía
| Año  | Álbum           | Mejor posición | Mejor posición | Mejor posición |
| Año  | Álbum           | FR             | BEL (Wa)       | CH             |
| ---- | --------------- | -------------- | -------------- | -------------- |
| 2010 | Camélia Jordana | 7              | 12             | 36             |
| 2014 | Dans la peau    | 15             | 29             | 70             |
| 2019 | Lost            | 129            | -              | -              |

## Álbum
Título : Camélia Jordana
Año : 2010
1. Non non non (Ecouter Barbara)*
2. Moi c'est*
3. Calamity Jane*
4. Tombée de haut
5. Little Monsters
6. Diva
7. J'étais une fille
8. La vie en solitaire
9. Je pars
10. Manhattan
11. Mens-moi
12. Lettera
13. Le mois d'août
14. Ou Pas (Bonus)
15. Some Say (Bonus)

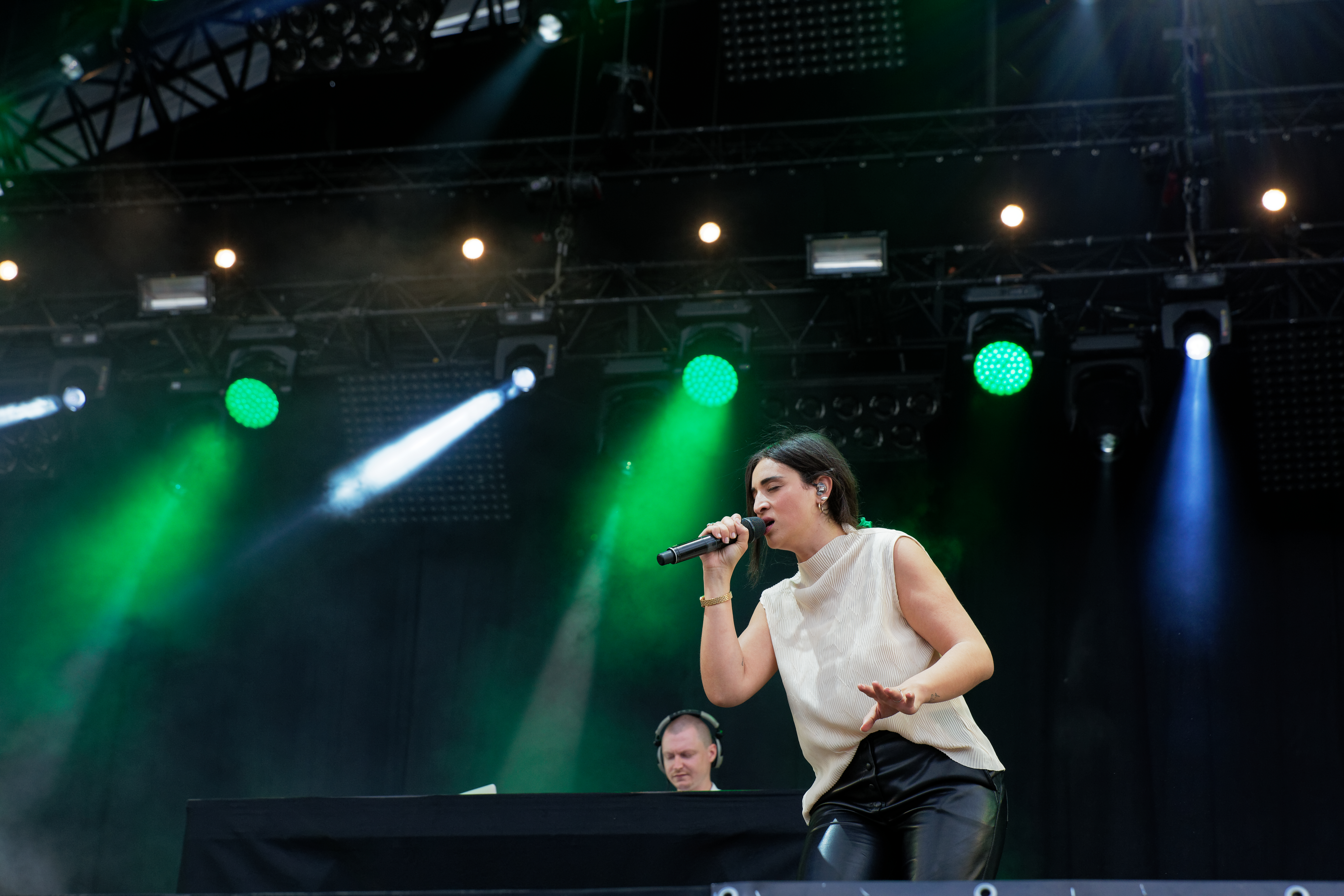
2019.

16. Calamity Jane (versión acústica) (Bonus)
17. Bake It (Bonus)